# 내곡초등학교
내곡초등학교는 대한민국 경상남도 거제시에 있는 공립 초등학교이다.

## 연혁
- 2015년 3월 2일 개교, 입학식
- 2015년 3월 2일 정해정 교장선생님 취임